# Lew jaskiniowy
Lew jaskiniowy, europejski lub euroazjatycki lew jaskiniowy (Panthera leo spelea lub Panthera spelaea) – wymarły ssak drapieżny z rodziny kotowatych.

## Charakterystyka

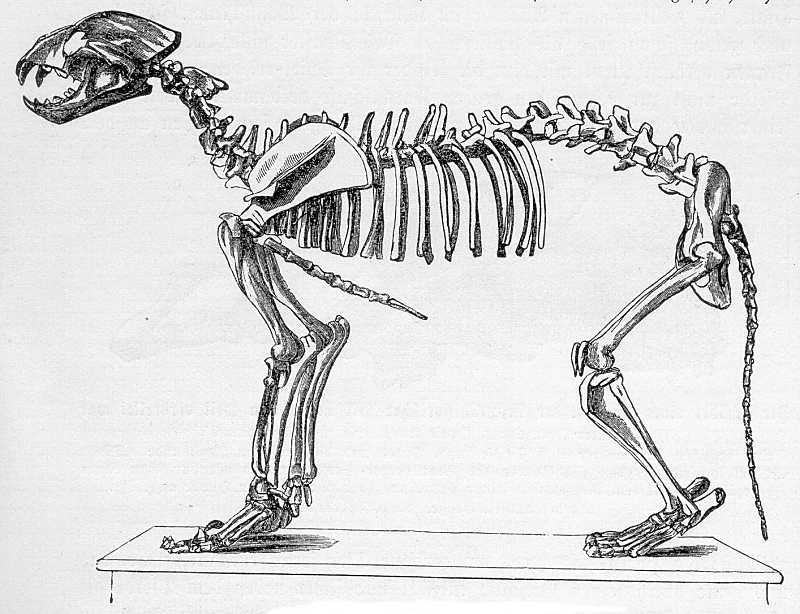
Szkielet z jaskini Slouper, koło Brna w Czechach

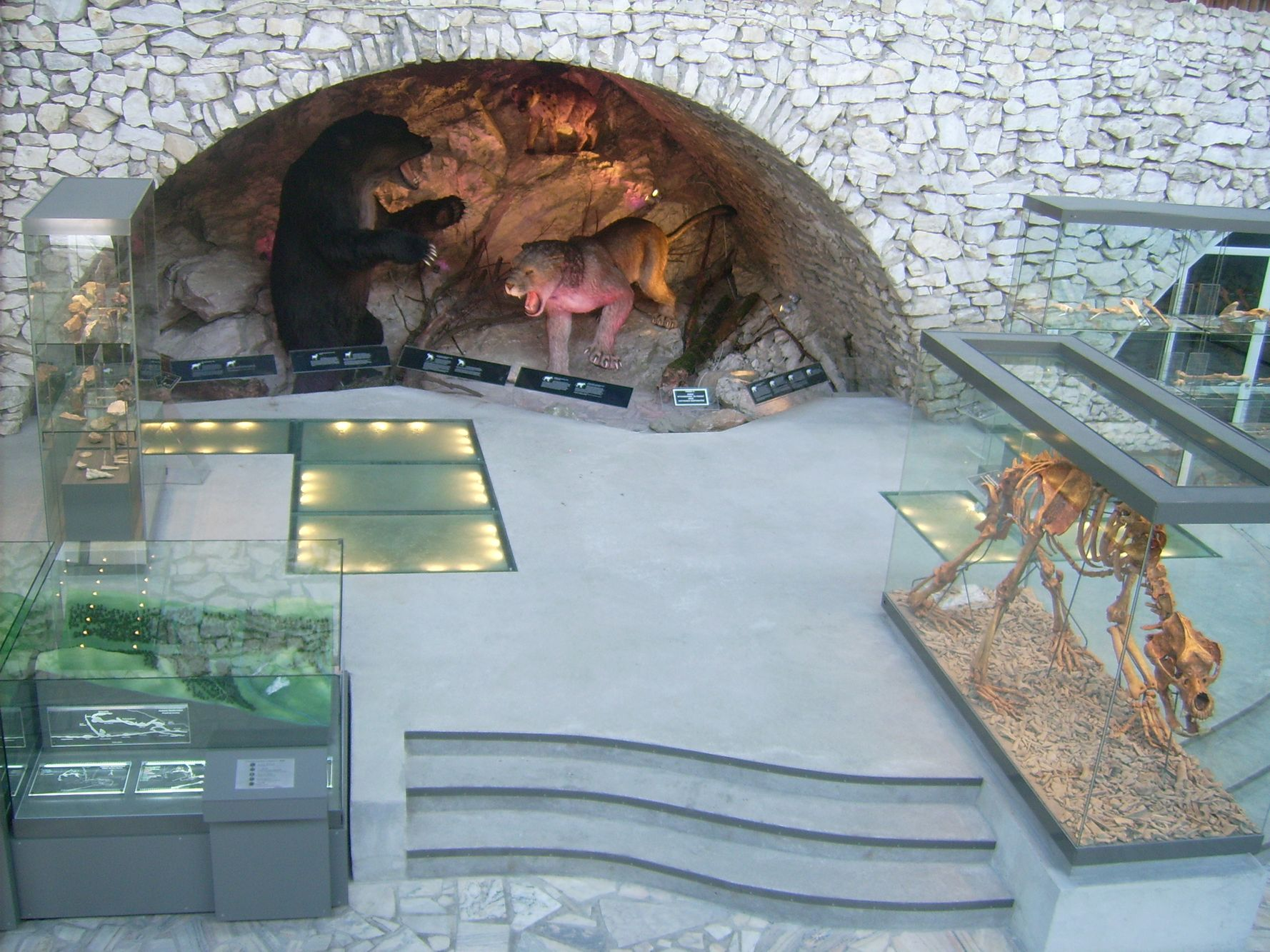
Ekspozycja szczątków lwa jaskiniowego oraz diorama w Jaskini Niedźwiedziej w Sudetach

Był prawdopodobnie największym drapieżnikiem z grupy wielkich kotów z rodzaju Panthera jaki kiedykolwiek żył na Ziemi, około 25% większy od dzisiejszego lwa afrykańskiego i nieco większy od tygrysa. Wywodzi się z linii afrykańskich prymitywnych lwów określanych jako grupa P. leo fossilis-spelaea. Z wyglądu stanowił formę pośrednią między współczesnym lwem a tygrysem. Ludzie pierwotni pozostawili jego liczne wizerunki w jaskiniach. Większość malowideł i rycin skalnych przedstawia lwy jaskiniowe bez grzywy, co sugeruje, że jej nie posiadały. Pokryte długą i gęstą sierścią, osiągały 3,5 m długości (od głowy do końca ogona). Samce ważyły średnio 270-320 kg, a samice 175 kg. Samiec największego żyjącego współcześnie kota – tygrysa syberyjskiego – waży średnio od 250 do 300 kg. Żywił się koniowatymi i jeleniowatymi.
Lew jaskiniowy egzystował w plejstocenie od co najmniej 300 tys. lat temu. Wymarł prawdopodobnie 10–11 tys. lat temu, podczas ostatniego zlodowacenia. Pewne niepotwierdzone przesłanki wskazują, że lew jaskiniowy zachował się znacznie dłużej na Bałkanach, aż do epoki historycznej 2 tys. lat temu, a o jego występowaniu w lasach Grecji wspominają Herodot i Arystoteles. Według tej teorii wytępiono go około I w. n.e. Większość uczonych jest jednak zdania, iż te relacje mówią o północnej rasie lwa azjatyckiego.
Jego głównym środowiskiem były stepy i lasy parkowe na północy oraz półpustynne obszary południowej Eurazji. Nie był przystosowany do warunków panujących na terenach pokrytych śniegiem, ani gęstą roślinnością. Lew jaskiniowy żył w całej Europie i w Azji, od Anglii do Syberii, a także na terenie Polski. W Polsce lew jaskiniowy znany jest ze stanowisk jaskiniowych na terenie Sudetów, Tatr oraz Wyżyny Krakowsko-Częstochowskiej. Jego szczątki spotykano również na terenach otwartych znajdujących się na Dolnym i Górnym Śląsku, na Pomorzu oraz w Wielkopolsce . Liczne szczątki zwierzęcia znalezione zostały w latach 1967–1970 w Jaskini Niedźwiedziej w Sudetach. Paleontolodzy podczas eksploracji jaskini wydobyli prawie kompletną czaszkę, kręgi, fragmenty miednicy i łopatki należące do dorosłych osobników.

## Systematyka
Lew jaskiniowy jest najczęściej opisywany jako podgatunek Panthera leo – pod nazwą P. l. spelea. Badania genetyczne wykazują jednak wiele cech pośrednich pomiędzy lwem jaskiniowym, współczesnym lwem (afrykańskim i indyjskim) i tygrysem, co sugeruje wydzielenie lwa jaskiniowego jako odrębnego gatunku, który wyewoluował niezależnie od Panthera leo. Z tych samych badań wynika również, że amerykańska linia lwów (lew amerykański, P. l. atrox) jest bardzo blisko spokrewniona z linią euroazjatycką. Prawdopodobnie lwy europejskie przedostały się do Ameryki Północnej przez most lądowy Beringa.

## Galeria

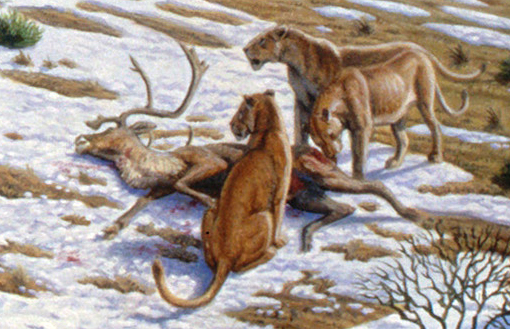
Rekonstrukcja Panthera leo spelea, stada lwów jakiniowych przy upolowanym reniferze
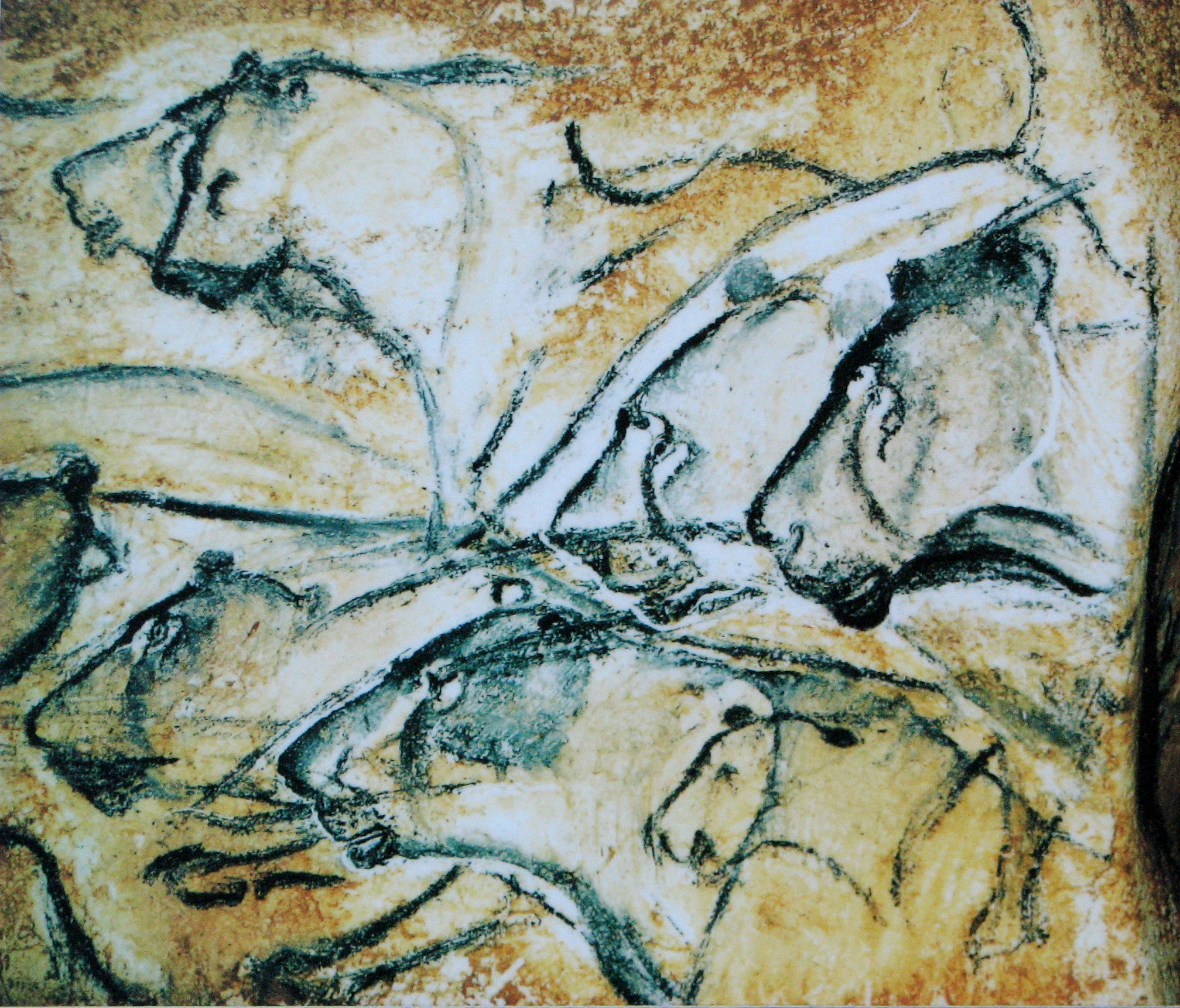
Malowidło naskalne z Jaskini Chauveta przedstawiające lwy jaskiniowe
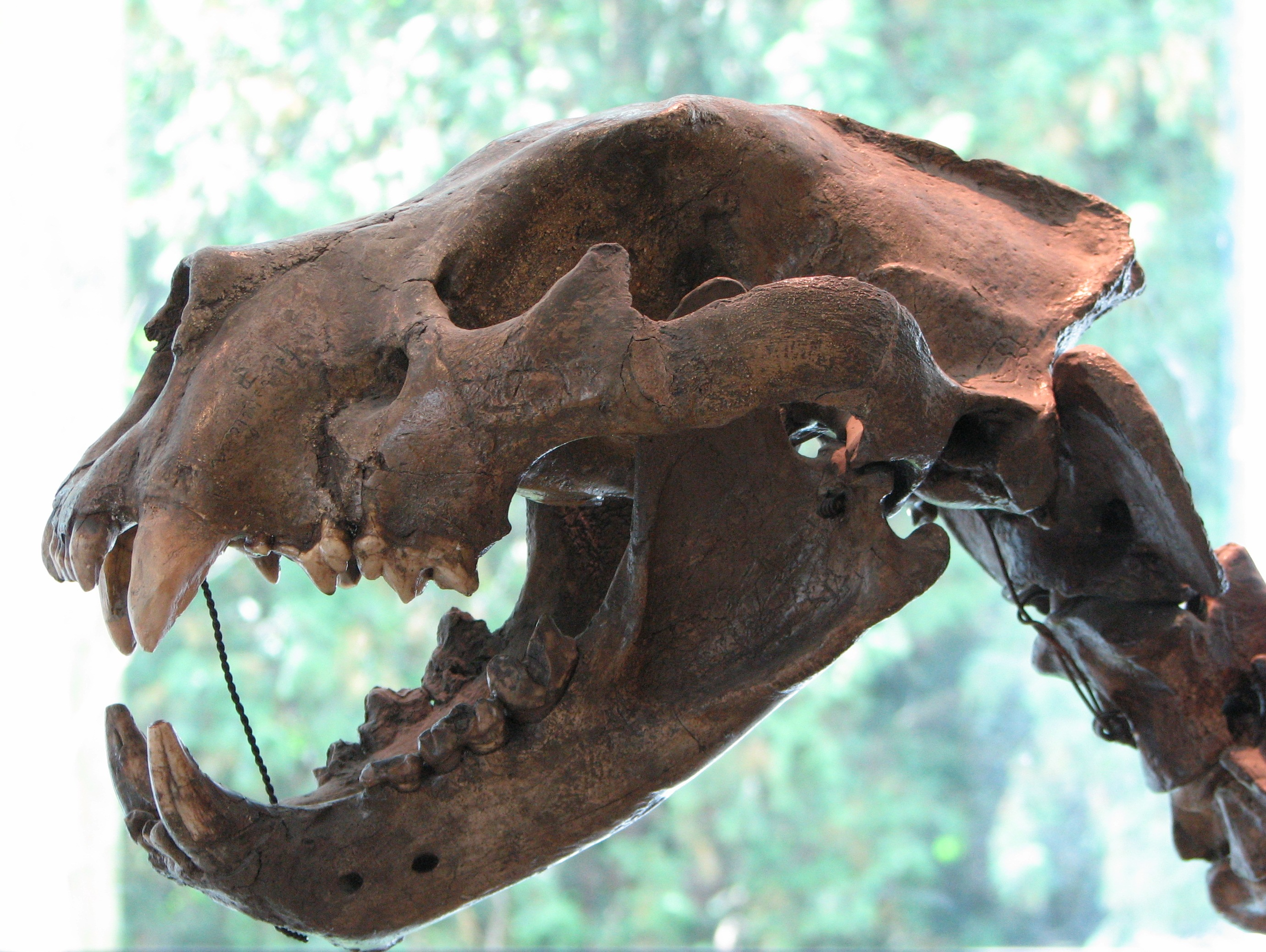
Czaszka Panthera leo spelea, Muzeum Ziemi Morawskiej w Brnie
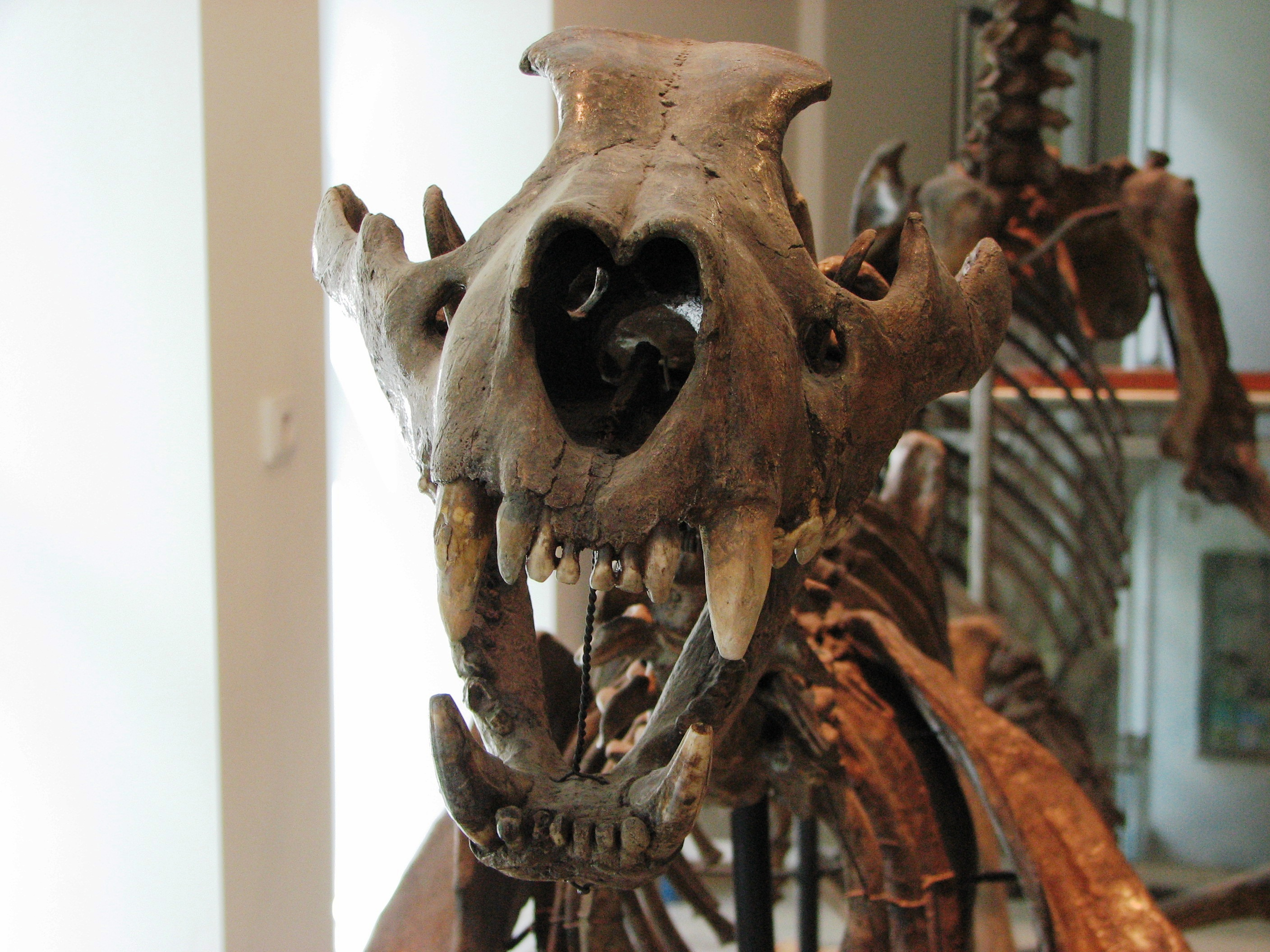
Czaszka Panthera leo spelea, w tle szkielet niedźwiedzia jaskiniowego Muzeum Ziemi Morawskiej
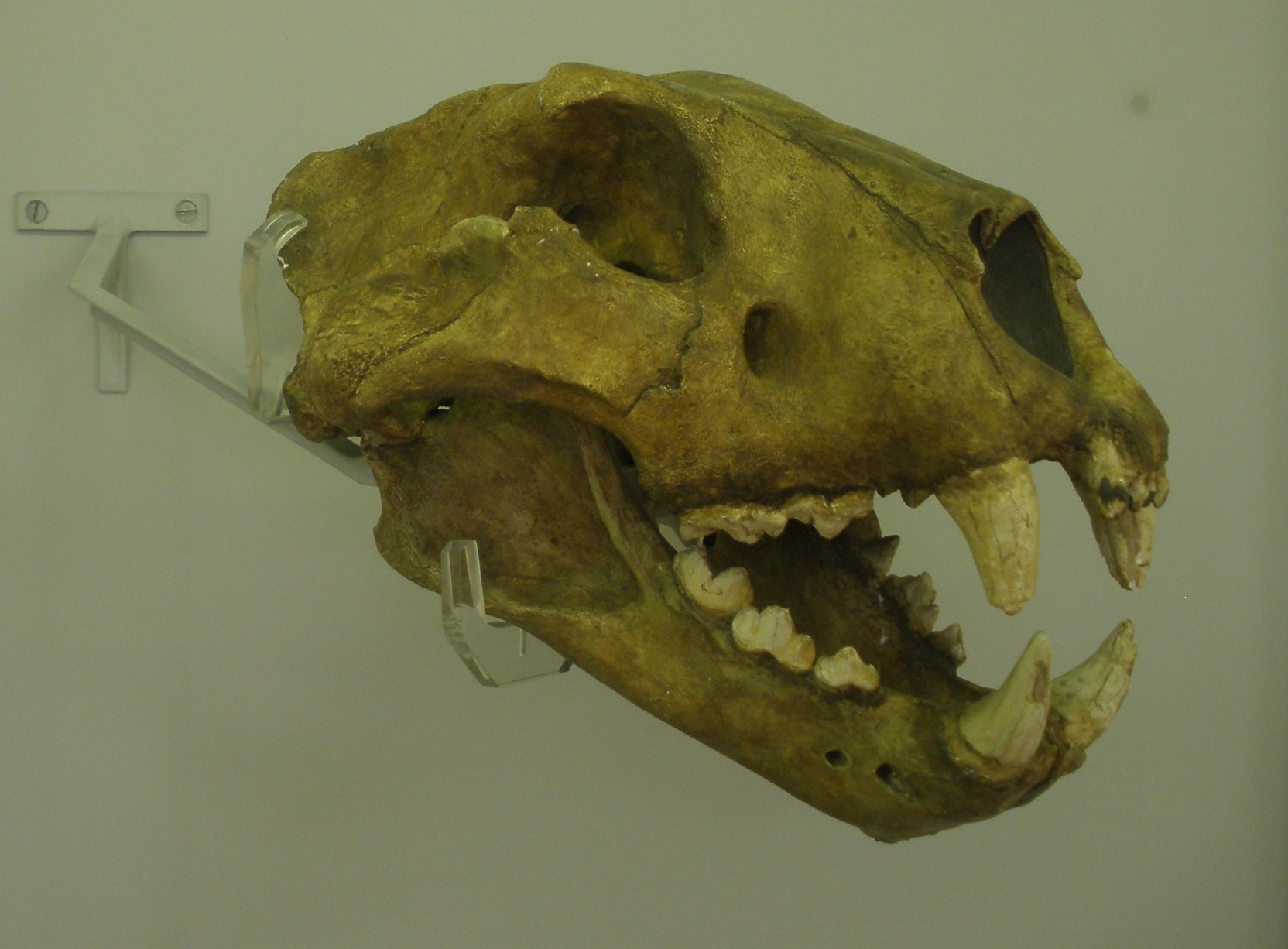
Czaszka Panthera leo spelea, Muzeum Historii Naturalnej w Weronie